# Teixidura

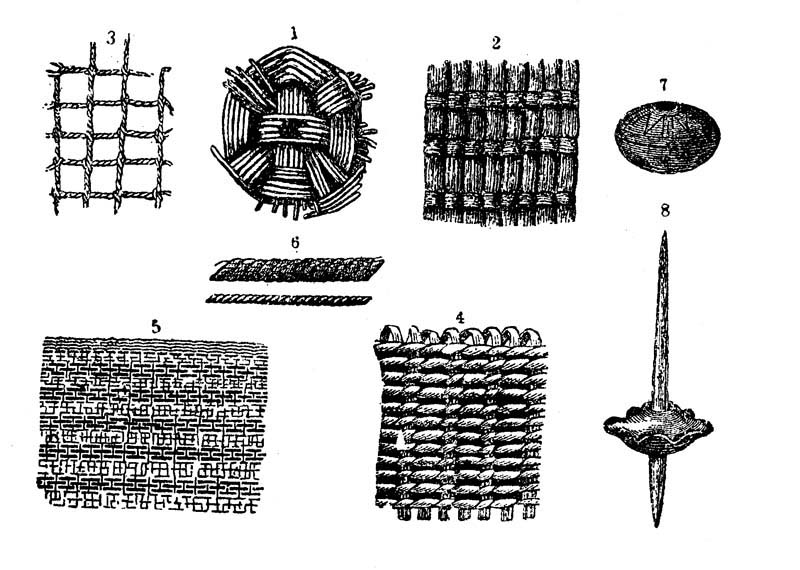
Objectes teixits prehistòrics: - 1 cistella de vímet; - 2 estora teixida; - 3 xarxa de pesca de fils; - 4 trenat de pescador; - 5 drap de lli; - 6 cordes i cordams; - 7 fus de cargol; 8 eix i volant d'inèrcia.

La teixidura o tissatge és el conjunt d'accions que tenen com a finalitat obtenir teles a partir de fils naturals o sintètics. El procés de la teixidura pot ser de dos tipus: artesanal i industrial. Per al tissatge hi ha un conjunt de fils disposats, longitudinalment -en el sentit de la llargària de la peça teixida paral·lela al voraviu- anomenats ordit, amb uns altres fils que es passen en sentit transversal constitueixen la trama. El tissatge és un procés pel qual es va passant el fil de la trama, creuant-hi els fils de l'ordit per la part externa de la trama, cada cop que passa la llançadora d'un costat a l'altra. Així, s'aconsegueix finalment, amb aquest encreuament de la trama volant i l'ordit fix, la tela. Així, s'aconsegueix finalment el teixit, amb aquest encreuament de la trama volant i l'ordit fix.

## Història
A l'edat mitjana, els teixidors s'agruparen en confraries o col·legis professionals, que habitualment estaven separats segons si treballaven la llana o el lli.
A Mallorca, l'ofici de teixidor era un dels més nombrosos dels menestrals, i per això els seus col·legis eren dels més importants. El col·legi dels teixidors de llana, inicialment unit al dels flassaders (que formaren el seu col·legi propi el 1395), era de gran antiguitat, i les ordinacions més antigues que es coneixen són del 1391. Veneraven com a patrons sant Sever i sant Lleonard (en) (6 novembre), teixidors segons la tradició, a l'església del Carme, i tenien la sala del col·legi a la plaça del Mercat, a la cantonada del carrer de Can Danús. El seu escut era una àguila sobre dos escuts amb els Quatre Pals. El 1636, els teixidors de llana de Llucmajor s'escindiren dels de la ciutat, i en altres pobles també tenien col·legis propis, units al dels teixidors de lli.
El col·legi dels teixidors de lli de Mallorca, per la seva banda, és més recent, i les seves ordinacions més antigues són de 1473. Veneraven la Mare de Déu de l'Esperança a l'església del Sant Esperit (avui de Sant Felip Neri), on feren construir una capella el 1451 mantenguda pel col·legi, i la sala la tenien al carrer d'en Morei, devora la Impremta Guasp. El seu escut era una àguila sobre una pinta de teler. Pel que fa a la Part Forana, eren habituals les dissensions amb els teixidors de la ciutat, que es reunien habitualment per defensar els seus drets. Els teixidors de lli d'Artà formaren el seu propi col·legi el 1712 sota la protecció de l'Assumpció, i els de Porreres veneraven santa Anna.

## Procés
El procés artesanal inclou el teixit a mà, simplement creuant els fils amb la mà nua, usat, per exemple, en els pobles primitius per teixir roba com si fos una cistella; i el teler primitiu: Creuant els fils (trama i ordit) mitjançant una llançadora manejada a mà. El procés industrial s'usa el teler mecànic i el teler de Jacquard.

## Tipus
- Plana: Amb telers d'ordit i trama (gavardina, sarja, setí, tweed, tafetà, drap, denim, pana)
- De Punt (Jersei, interlock, Morley, piqué)
  - De trama
    - Circular
    - Rectilínia

  - D'ordit
    - Rashel
    - Teixit de ganxo
- Teixit en teler de Jacquard (no té límits en el disseny)
  - De punt i plana
- No teixits (buata, entretela, pañolensi, feltre)